# Dan Hughes
Dan Hughes (Lowell, 14 aprile 1955) è un allenatore di pallacanestro statunitense.

## Palmarès
- Campione WNBA (2018)
- 2 volte WNBA Coach of the Year (2001, 2007)